# Punto negro

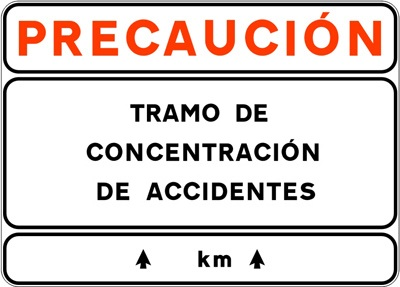
Señal de inicio de TCA

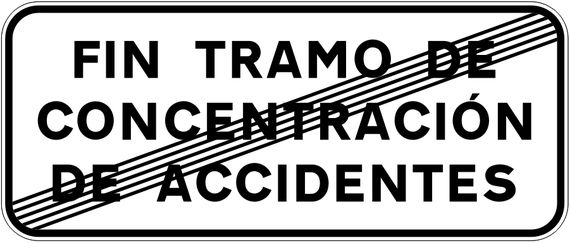
Señal de fin de TCA

Los puntos negros o tramos de concentración de accidentes (TCA) son tramos de la red de carreteras en los cuales produce un gran número de accidentes de tráfico cada año. La categoría de punto negro la determinan las autoridades competentes (la DGT en el caso de España). Un punto negro puede ser debido a diversas causas, entre las que se destacan:
- Curvas peligrosas.
- Tramos con baja visibilidad.
- Intersecciones, altos valores de intensidad media diaria (IMD) o gran variedad de movimientos permitidos.

## Método de determinación de TCA en España
El método que se emplea para determinar si un tramo de carretera es un TCA es comparar los resultados de una serie de indicadores obtenidos en campo con unos valores objetivos que las administraciones públicas consideran como mínimos para ser considerados puntos peligrosos.
Para determinar si un tramo de carretera es un TCA debe cumplir la condición inicial:
- Criterio inicial IPM5 ≥ P y SACV5 ≥ N

Si además de cumplir el criterio inicial cumple, como mínimo, uno de los siguientes criterios, dicho kilómetro estudiado es un TCA:
- Criterio I IPaa ≥ P/2 y IPua ≥ P/2
- Criterio II IPM2 ≥ 2P/3
- Criterio III SACVaa ≥ N/5 y SACVua ≥ N/5
- Criterio IV SACV2 ≥ N/2

En caso de solo cumplir el criterio inicial pero no ninguno de los restantes criterios, se considera que dicho tramo de carretera no se cataloga como un TCA

Leyenda:
- IPM5: Índice de peligrosidad medio en los últimos 5 años (Nº de Accidentes Con Víctimas/108 veh x km). Cuando a lo largo del periodo de 5 años se hayan producido modificaciones sensibles en las características físicas o del tráfico del tramo, se considerarán el índice de peligrosidad medio y los accidentes del periodo en el que el tramo haya permanecido con su configuración actual.
- IPM2: Indice de peligrosidad medio en los últimos 2 años (Nº de Accidentes Con Víctimas/108 veh x km).
- SACV5: Suma del número de accidentes de los últimos 5 años.
- SACV2: Suma del número de accidentes de los últimos 2 años.
- aa: Año anterior.
- ua: Último año.
- P: Constante dependiente del tipo de tramo (tipo de vía, zona, tráfico total), se calcula a partir de los índices de peligrosidad de todos los tramos con características semejantes, en función de la suma de la media de la serie y de su desviación media.
- N: Constante dependiente del tipo de tramo (tipo de vía, zona, tráfico total), se calcula a partir del número de accidentes con víctimas de todos los tramos con características semejantes, en función de la suma de la media de la serie y de su desviación media.

Los tramos de un 1 km considerados pueden no ser coincidentes con los puntos kilométricos de la carretera, y en el caso de identificarse varios TCA solapados, su estudio se realiza de forma conjunta, lo que da lugar al estudio de un tramo de longitud superior a 1 km.

### ValoresPyN
Los valores P y N se obtienen del estudio estadístico de carreteras con características similares en cuanto tipología, intensidad diaria y zona en la que se sitúan, obteniendo sus valores medios y desviaciones. Dichos valores pueden actualizarse anualmente cuando los actuales dejen de representar los niveles de peligrosidad máximos que las administraciones públicas estén dispuestas a asumir en sus redes viarias.
| IMD             | Urbano | Urbano | Periurbano | Periurbano | Interurbano | Interurbano |
| IMD             | P      | N      | P          | N          | P           | N           |
| --------------- | ------ | ------ | ---------- | ---------- | ----------- | ----------- |
| 0 - 10.000      | 109    | 10     | 680        | 10         | 31          | 10          |
| 10.000 - 15.000 | 93     | 10     | 45         | 10         | 31          | 10          |
| 15.000 - 20.000 | 54     | 10     | 47         | 10         | 26          | 10          |
| 20.000 - 40.000 | 38     | 10     | 48         | 10         | 21          | 10          |
| 40.000 - 80.000 | 23     | 10     | 29         | 12         | 24          | 10          |
| > 80.000        | 18     | 15     | 27         | 24         | 24          | 18          |

| IMD            | Urbano | Urbano | Periurbano | Periurbano | Interurbano | Interurbano |
| IMD            | P      | N      | P          | N          | P           | N           |
| -------------- | ------ | ------ | ---------- | ---------- | ----------- | ----------- |
| 0 - 3.000      | 230    | 10     | 41         | 5          | 141         | 10          |
| 3.000 - 5.000  | 113    | 5      | 106        | 5          | 65          | 5           |
| 5.000 - 8.000  | 96     | 5      | 89         | 5          | 73          | 5           |
| 8.000 - 15.000 | 84     | 7      | 73         | 6          | 74          | 6           |
| > 15.000       | 65     | 9      | 81         | 11         | 45          | 6           |

Nota: Los valores P y N son por sentido de circulación, si no se tiene en cuenta el sentido de circulación, deben multiplicarse por dos, pero las IMD son IMD totales (no por sentido de circulación) corresponidientes al último año del periodo de estudio.

### Ejemplo de cálculo

#### Enunciado y datos
Para una carretera convencional (de ahora en adelante CC) en suelo periurbano con una IMDtotal es de 2400 vehículos/día.
De los últimos 5 años se han obtenido los siguientes valores de accidentabilidad en un tramo de 1 km en concreto son:
IPM5: 92 acv/108veh·km
IPM2: 45 acv/108veh·km
IPMaa: 20 acv/108veh·km
IPMua: 19 acv/108veh·km
SACV5: 17 acv
SACV2: 4 acv
SACVaa: 3 acv
SACVua: 1 acv

#### Resolución
- 1.r paso: elección de la tabla: Al tratarse de una CC usaremos la tabla 2
- 2.o paso: elección de los valores P y N a usar de la tabla: Nos indica que la IMD es de 2400 veh/día y se encuentra en zona periurbana con lo que los valores a escoger de la tabla son para la P = 41 y para la N = 5.
- 3.r paso: estudio del criterio inicial: Debido a que el estudio del tramo es en ambos sentidos, los valores P y N deben ser multiplicados por 2 respecto a los elegidos de la tabla, siendo Pcálculo = 82 y Ncálculo = 10

Criterio inicial IPM5 ≥ P y SACV5 ≥ N

Resulta que se verifica el criterio inicial ya que 92 > 82 y 17 > 10. En consecuencia el tramo que se estudia puede ser un TCA y es necesario examinar las cuatro condiciones subsidiarias:
- 4.o paso: estudio del criterio I: Al satisfacer el criterio inicial, se procede a comprobar que cumple, como mínimo, uno de los 4 criterios restantes.

Criterio I IPaa ≥ P/2 y IPua ≥ P/2

Resulta que se no se verifica el criterio I ya que 20 < 41 y 19 < 20. A pesar de no cumplir dicho criterio, el tramo puede representar un TCA si cumple, al menos, uno de los 3 restantes
- 5.o paso: estudio del criterio II:

Criterio II IPM2 ≥ 2P/3

 Resulta que se no se verifica el criterio II ya que 45 < 54,667
- 6.o paso: estudio del criterio III:

Criterio III SACVaa ≥ N/5 y SACVua ≥ N/5

 Resulta que se no se verifica el criterio III ya que a pesar se cumple una de las condiciones: SACVaa ≥ N/5 (3 > 2), pero no cumplí la condición de SACVua ≥ N/5 (1 < 2)
- 7.o paso: estudio del criterio IV:

Criterio IV SACV2 ≥ N/2

 Resulta que se no se verifica el criterio IV ya que 4 < 5.
El tramo estudiado NO representa un TCA, ya que a pesar de cumplir el criterio inicial no satisface ninguno de los otros criterios.

##### Observaciones
En el caso de que SACV2 hubiera sido 5 en vez de 4acv, el tramo SÍ hubiera sido un TCA ya que además de cumplir con el criterio inicial cumplía con un criterio adicional, en este caso la IV.
Si se hubiese cumplido el criterio adicional I, el tramo ya representa un TCA con lo que no hubieran sido necesarios los pasos 5, 6 y 7.